# Mr. Blue Sky
Cet article possède un paronyme, voir Blue Sky.
Singles de Electric Light Orchestra
Turn to Stone
(1977) Wild West Hero
(1978)
Mr. Blue Sky est une chanson du groupe Electric Light Orchestra.
La chanson est la quatrième et dernière du Concerto for a Rainy Day, sur la face 3 du LP original.
Cette chanson de l'album Out of the Blue atteint la sixième place au Royaume-Uni et la trente-sixième aux États-Unis.
Bien qu'à la fin on puisse entendre un « Mis-ter-Blue-Sky-Yi » enregistré au vocoder, c'est en fait un « Please-turn-me-o-ver » qui est dit, invitant l’auditeur à tourner le disque.

## Inspiration
Écrite en Suisse par Jeff Lynne qui s'est caché pour écrire assez de choses sur un double album.
Après deux semaines où il plut, Jeff Lynne fut inspiré par Mr Blue Sky un jour ensoleillé. Cela fut rapidement suivi par le reste des chansons d'Out of the Blue et en particulier du Concerto for a Rainy Day. La chanson fut votée comme Hymne des Midlands  battant d'autres chansons comme Come on Eileen ou « Stairway to Heaven » et est jouée avant chaque match de l'équipe de football de Birmingham (ville d'origine de Jeff Lynne) à domicile pour honorer Jeff Lynne pour son soutien de toute une vie et son amitié avec l'ancien joueur de football Trevor Francis.

## Classement
| Classement                             | Meilleure position |
| -------------------------------------- | ------------------ |
| Pays-Bas (Single Top 100)              | 8                  |
| Belgique (Flandre Ultratop 50 Singles) | 18                 |
| Allemagne (Media Control AG)           | 27                 |

## Reprises
- La chanson a été reprise par Tony Visconti avec Kristeen Young et Richard Barone pour Lynne Me Your Ears-A Tribute To The Music Of Jeff Lynne (2000)
- En 2006, The Delgados ont repris cette chanson pour leur compilation The Complete BBC Peel Sessions
- Lily Allen reprit cette chanson dans son album Alright, Still (en titre bonus de la version française).
- The Decemberists reprennent cette chanson dans leurs concerts.
- L'émission américaine The Late Late Show with Craig Ferguson utilise quelques notes de la chanson pour son générique.
- Le chanteur Mayer Hawthorne reprend le titre avec son groupe lors de sa tournée européenne à la fin de l'année 2009.
- En février 2010, le Royal Philharmonic Orchestra la joue en exclusivité, lors de la relève de la garde, pour la première fois devant le Buckingham Palace.[réf. nécessaire]
- The Duckworth Lewis Method a repris la chanson en concert.
- En 2011, le rappeur américain Common l'a samplé pour son single Blue Sky, extrait de l'album The Dreamer, The Believer.
- En 2019, le groupe Weezer reprend le titre dans son album de reprise "The Teal Album".

## Utilisations dans les films et les séries

### Cinéma
- pour le trailer de 2004 du film Eternal Sunshine of the Spotless Mind
- dans le trailer du film Pollux, le manège enchanté, en 2005
- dans le film Un enfant pas comme les autres de 2007
- dans le film Role Model en 2008
- dans le film Paul Blart: Mall Cop en 2009
- dans le trailer de 2009 du film The Invention of Lying
- dans le film Megamind en 2010
- dans le film Maxi papa
- dans le film Les Gardiens de la Galaxie Vol. 2 (2017)
- à la fin du film Super Mario Bros. en 2023

### Série télévisée
- comme générique de la série LAX
- dans l'épisode 224 (saison 10, épisode 18) des Experts
- dans l'épisode « L.I.N.D.A » de la série Doctor Who
- au début du troisième épisode de The Sing-Off
- dans le deuxième épisode de la série documentaire Tory! Tory! Tory! (en)
- dans l'épisode Fart-Break Hotel de la saison 6 de la série American Dad!.

### Publicités
- En 2003, Volkswagen a utilisé cette chanson pour la publicité de son modèle New Beetle
- Elle est utilisée par l'opérateur SFR dans les publicités et comme musique d'attente (version de Lily Allen) depuis 2007
- En 2008, Guinness, l'a utilisée pour son spot publicitaire
- En 2005, Marks and Spencer a utilisé la chanson pour son spot publicitaire, où jouait notamment le mannequin Twiggy.

### Autres
- Elle fut utilisée par la compagnie Jet Blue.
- Elle est utilisée lors de la cérémonie de clôture des Jeux olympiques de 2012 à Londres.